# Damal Francis
Damal Franics (sinh ngày 11 tháng 9 năm 1986) là một cầu thủ bóng đá người Saint Vincent và Grenadines thi đấu cho đội tuyển quốc gia. Anh từng đại diện Saint Vincent và Grenadines tham dự vòng loại World Cup năm 2011.